# Флаг Дубровника
Флаг Дубровника (хорв. Zastava Dubrovnika), также известный как Флаг Святого Власия (хорв. Zastava Svetog Vlaha)
 — официальный флаг и исторический символ города Дубровника. Флаг утверждён в качестве официального в 1990-е годы, его происхождение ведётся от флага Дубровницкой республики. Первое упоминание флага относится к Статуту Дубровника 1272 года, и он использовался до упразднения Республики в 1808 году. Вторым историческим флагом является флаг «Libertas» (с лат. — «Свобода»), названный по девизу города, и используется наравне с флагом Святого Власия.

## Описание
На белом фоне изображён святой Власий, покровитель города Дубровника. Он носит епископский орнат с казулой и украшением, правой рукой совершает жест благословения, а в левой руке держит макет дубровника и епископский посох. По обе стороны от Святого Влаха изображены буквы S и B — первые буквы словосочетания «Sanctus Blasius» (с лат. — «Святой Власий»). Пропорции флага — 2:3, хотя при изображении вместе с флагом Хорватии флаг может изображаться в пропорции 1:2.

## Libertas

Libertas, второй флаг Дубровника

Вторым флагом Дубровника является флаг Libertas. Как и Флаг Святого Власия, флаг Libertas имеет долгую историю. Он появился во время Дубровницкой Республики и использовался в качестве второго флага в разных вариациях. Главным его элементом является надпись LIBERTAS, служащая девизом Дубровника.

## Использование
Флаг Святого Власия используется в разных случаях. Во время Праздника святого Власия в Дубровнике на временном флагштоке в Страдуне поднимается флаг Святого Власия. Флаг Libertas постоянно развевается над городскими стенами Дубровника. С 27 августа 2002 года по решению городского совета Дубровника на колонне Орландо каждый день должен развеваться флаг Хорватии, кроме дня Святого Власия, когда поднимается флаг Дубровника. Флаг Libertas поднимается на колонне во время Дубровницкого летнего фестиваля.

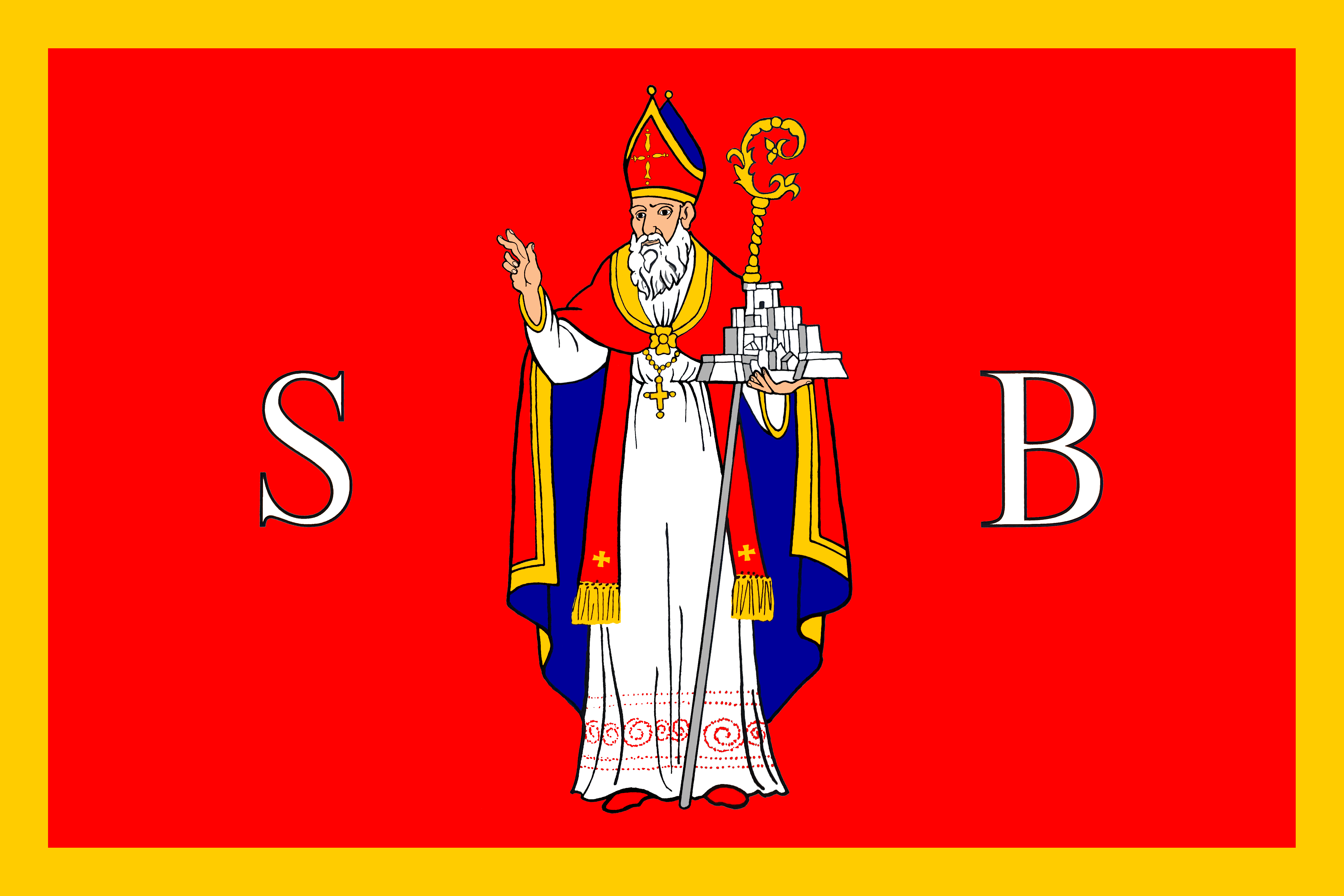
Красное полотнище на зданиях органов власти Дубровницкой республики и кораблях
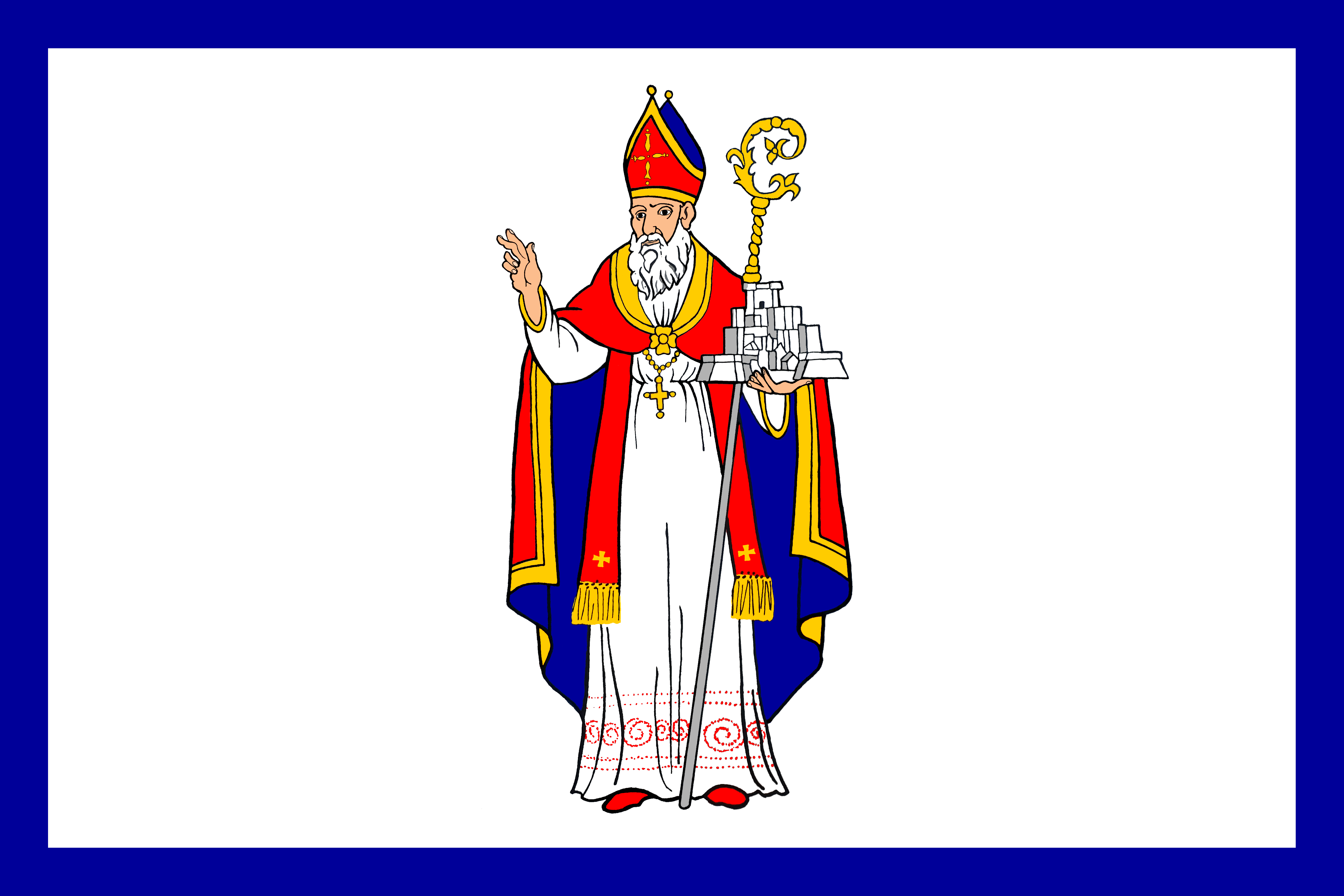
Гражданский морской флаг Дубровницкой республики
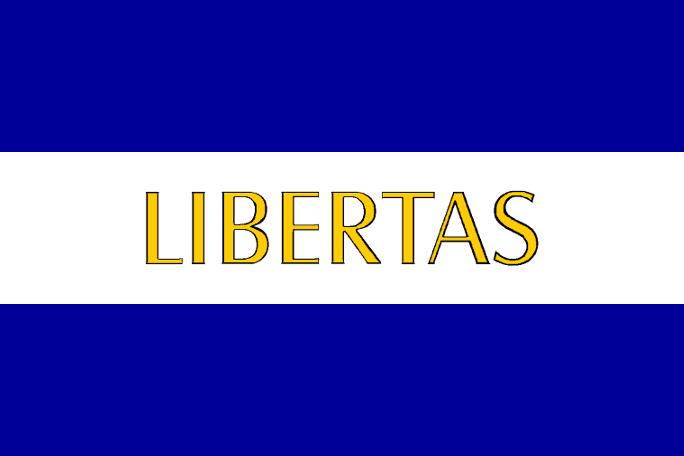
Второй вариант морского флага Дубровницкой республики